# Jardine House
Jardine House (怡和大廈), anciennement connue sous le nom de Connaught Centre (康樂大廈), est une tour de bureaux de Hong Kong situé au 1 Connaught Place dans le quartier de Central. Il est la propriété de Hongkong Land, filiale de Jardine Matheson. Au moment de son achèvement en 1972, il était le plus haut bâtiment de Hong Kong et d'Asie. En 1980, le Hopewell Centre lui a pris ce titre. Le bâtiment est interconnecté par la passerelle surélevée de Central avec d'autres bâtiments de Hongkong Land comme Exchange Square et le International Finance Centre.
Il existe une autre Jardine House à Hamilton aux Bermudes, qui sert de registered office (en) à Jardine dont la plupart des activités, comme Matheson Holdings ou Jardine Hongkong Land, sont domiciliés aux Bermudes.

## Histoire

### Les anciennes Jardine Houses
Les trois premières générations de Jardine Houses sont situées au 20 Pedder Street (en), au croisement de Des Voeux Road (en). La première Jardine House est probablement construite vers 1841 après l'offre réussie de Jardine pour de lots de Praya à Central. En 1908, la deuxième Jardine House est construite. Elle est reconstruite vers 1956 en un bâtiment de 15 étages, puis revendue par Jardine pendant l'exercice d'acquisition de terrain du complexe Landmark à Central et le 20 Pedder Street est aujourd'hui occupé par Wheelock House (en).

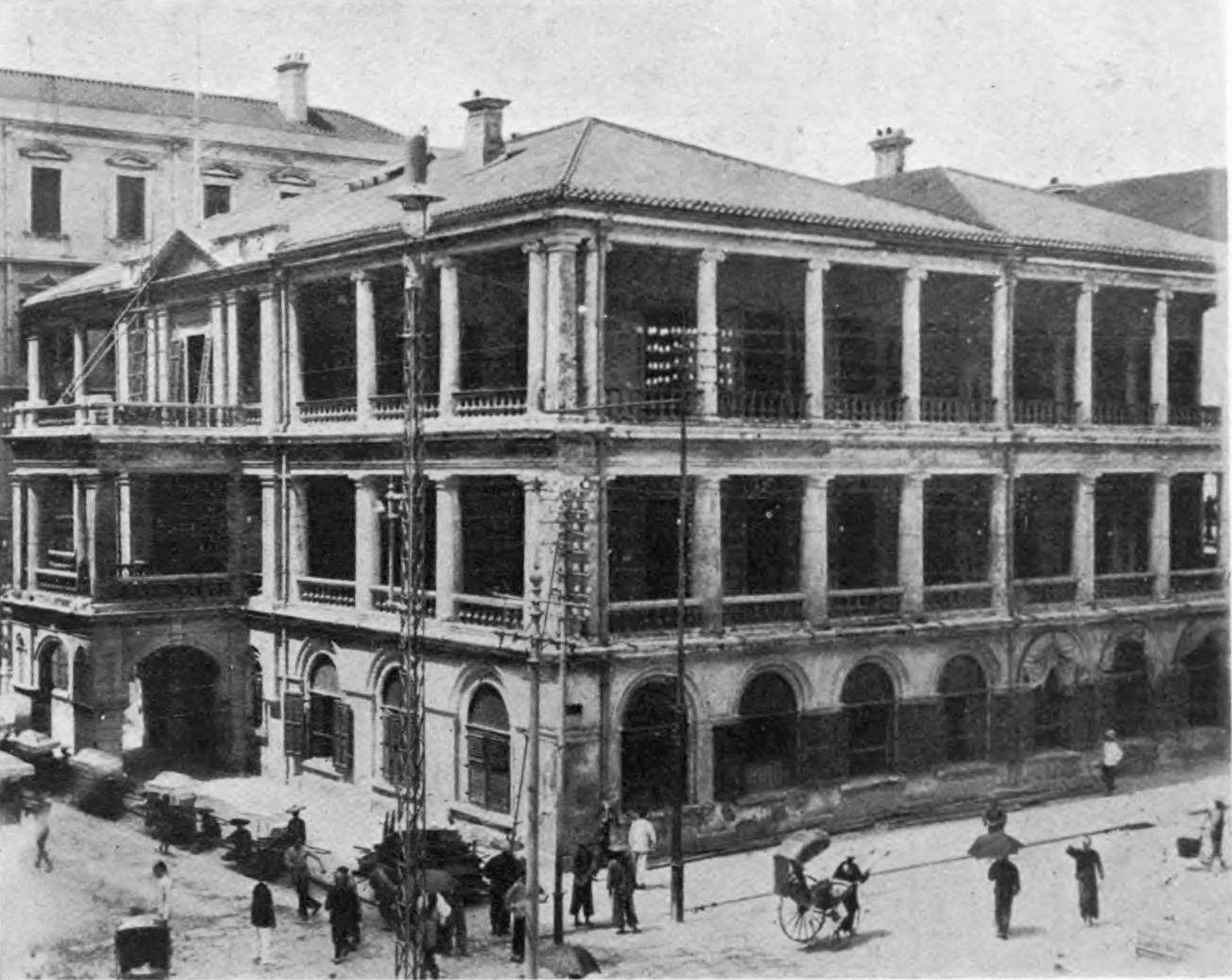
Premier génération de Jardine House dans les années 1900.
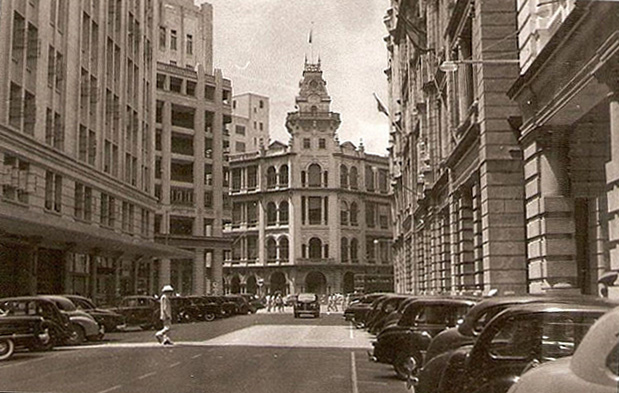
Deuxième génération de Jardine House dans les années 1930.

### L'actuelle Jardine House
Le nouveau bâtiment est construit sur un nouveau terre-plein, avec un bail de 75 ans, qui est garanti par Hongkong Land à un prix record de 258 millions HK$ en 1970, payable sans intérêt sur une période de 10 ans. En échange, le gouvernement convient qu'aucun bâtiment situé directement au nord de Jardine House ne serait jamais construit pour obstruer sa vue. En conséquence, la hauteur du bâtiment de la poste centrale de Hong Kong est plafonnée à 37 m. Les coûts de construction sont estimés à 120 millions de dollars. La construction du bâtiment de cinquante-un étages dure 16 mois. Le lettrage en métal de l'ancienne Jardine House est récupéré et installé dans le hall du nouveau bâtiment.

## Conception
Le bâtiment est construit avec une charpente métallique et un mur-rideau avec des fenêtres rondes. L'épaisseur du cadre structurel est réduite en raison de la forme des fenêtres.
Fait inhabituel pour une propriété de Jardine, les ascenseurs sont produits par Otis Elevator Company et étaient les plus rapides d'Asie au moment de l'inauguration, atteignant des vitesses de 430 mètres par minute, tandis que les escalators mécaniques sont fabriqués par Schindler (Jardine était et est toujours le partenaire de Schindler Elevator en Asie). Schindler modernisera les ascenseurs plus tard au milieu des années 2000.
La façade aux fenêtres circulaires vaut au bâtiment le surnom de « maison aux mille trous du cul » (House of a Thousand Arseholes),.

## Dans la culture populaire
Jardine House apparaît dans la mini-série télévisée Noble House (en) de 1988 sur NBC en tant que siège de Struan's (en), un clin d'œil subtil de James Clavell qui a utilisé Jardine Matheson comme modèle pour Struan's. Il apparaît également dans des plans du film De la neige sur les tulipes (1978), et est escaladé par un gorille géant dans la scène finale du Colosse de Hong Kong (1977). Il est également visible dans l'épisode La Toile chinoise de la série The Amazing Spider-Man de 1978.

## Galerie

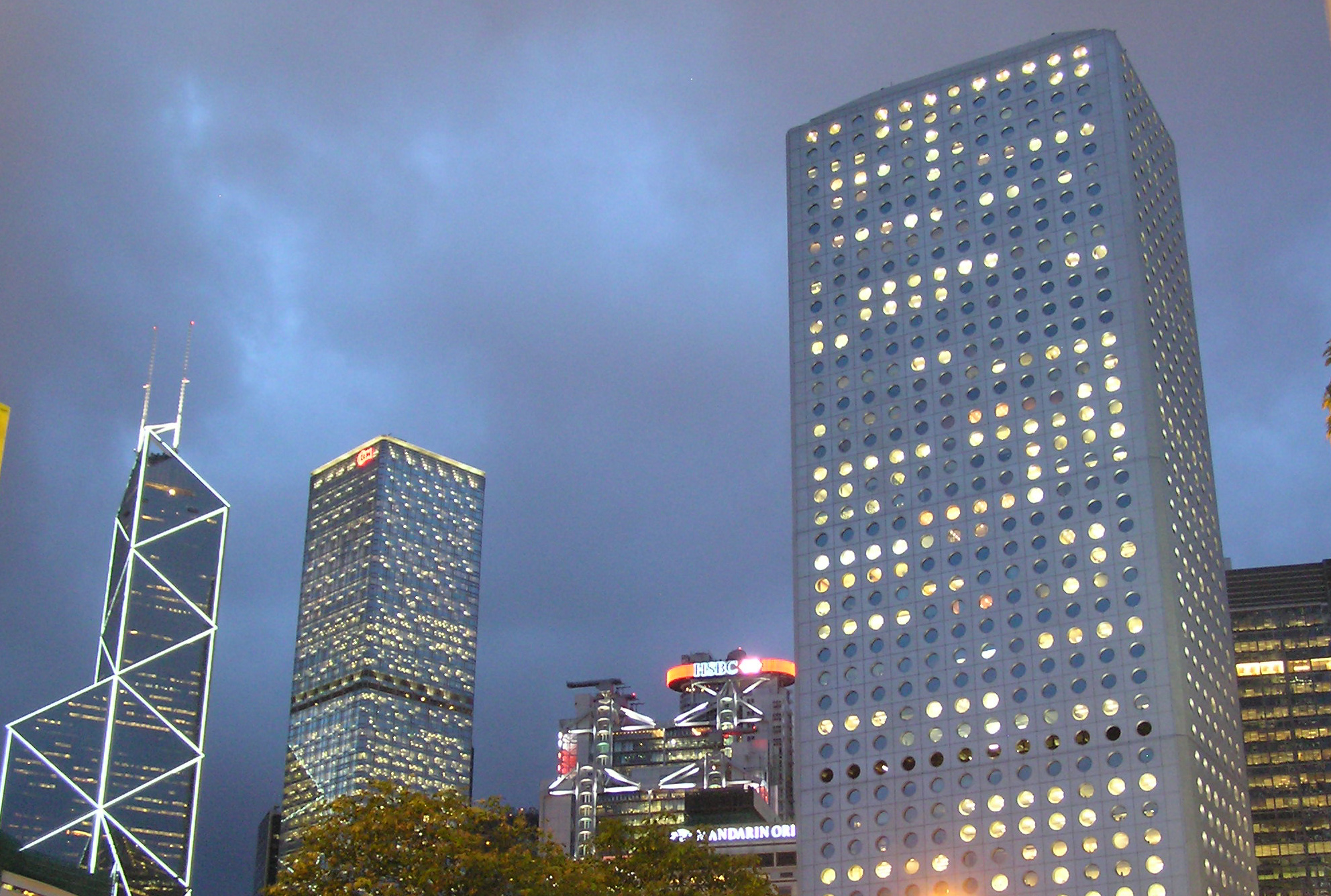
Jardine House (premier bâtiment sur la droite) est situé dans le quartier d'affaires de l'île de Hong Kong, à côté de (de gauche à droite) la tour de la Banque de Chine, du Cheung Kong Center et du siège social de HSBC. Photographie de mai 2009.
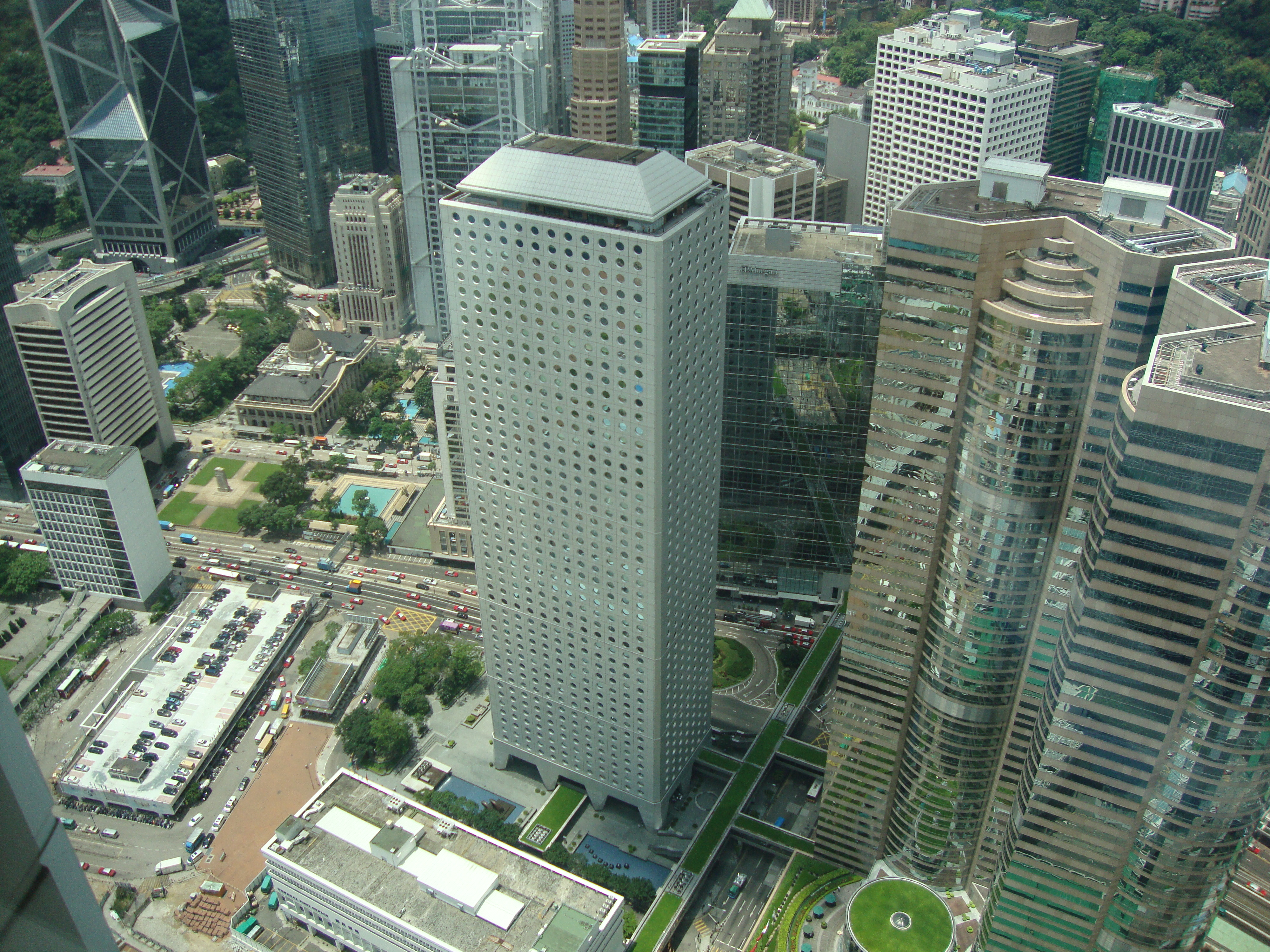
Jardine House vue du International Finance Centre en mai 2013.
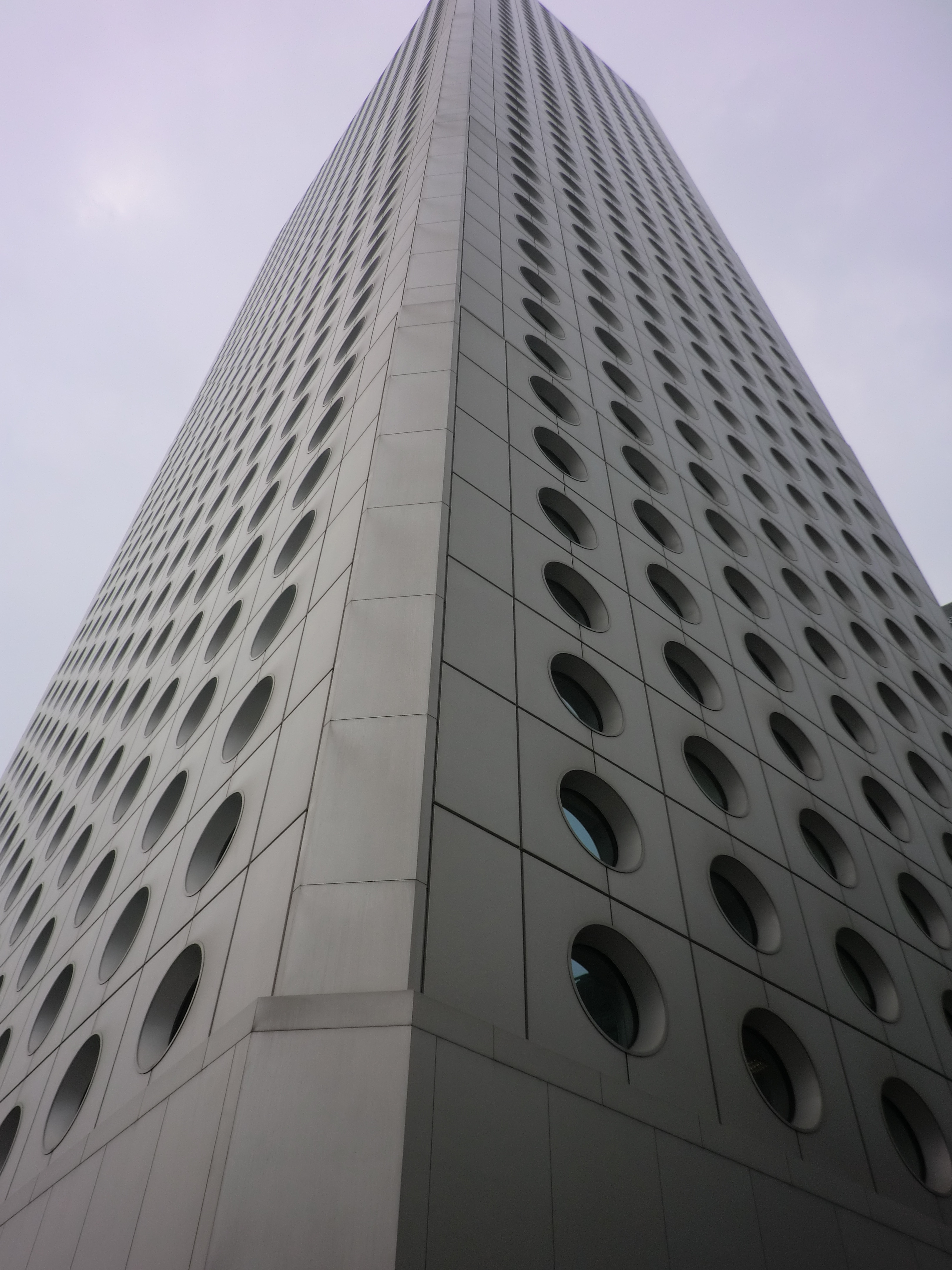
Vue de la passerelle piétonne de Central/International Finance Centre en septembre 2011.
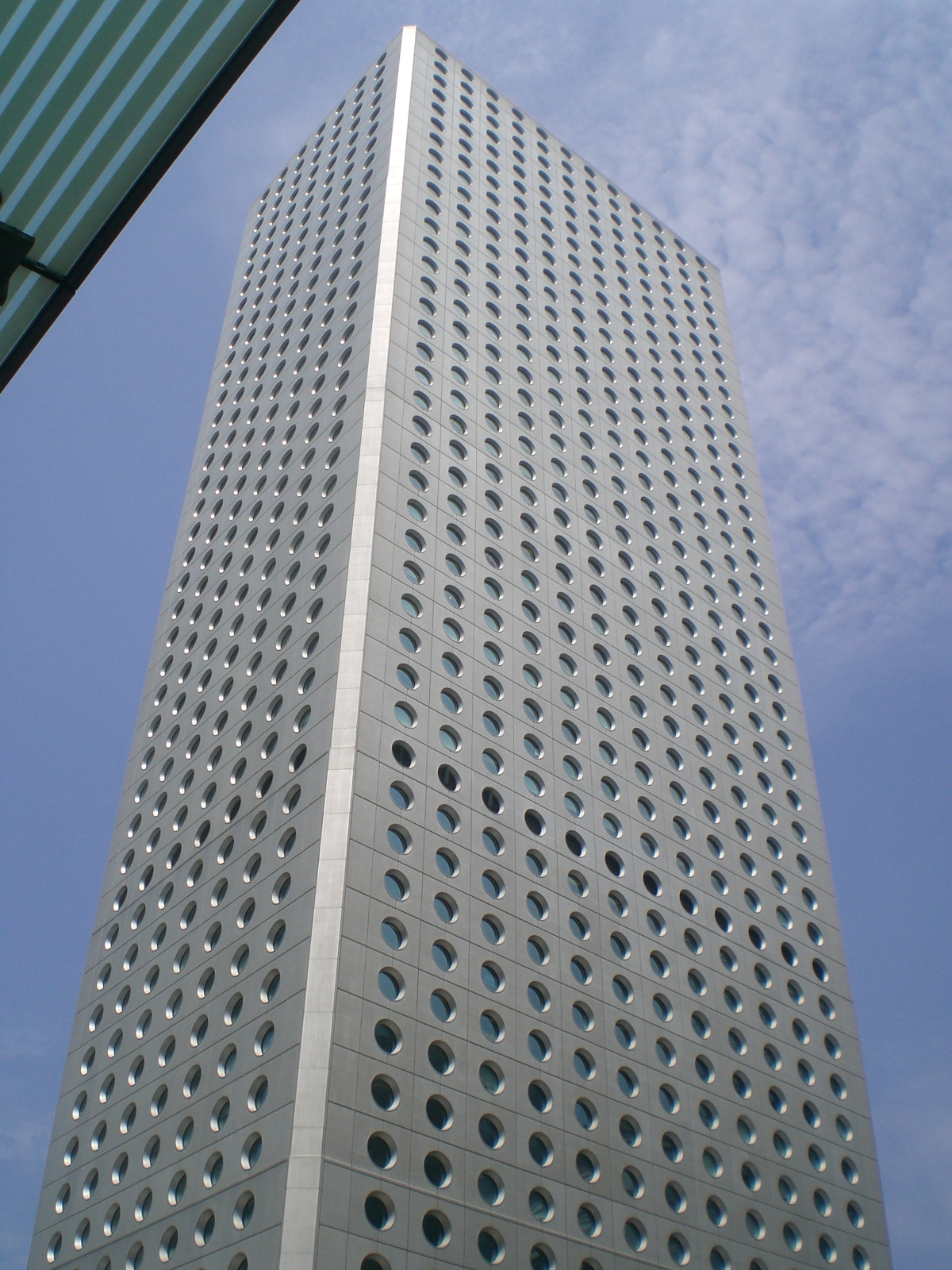
Jardine House en avril 2007.
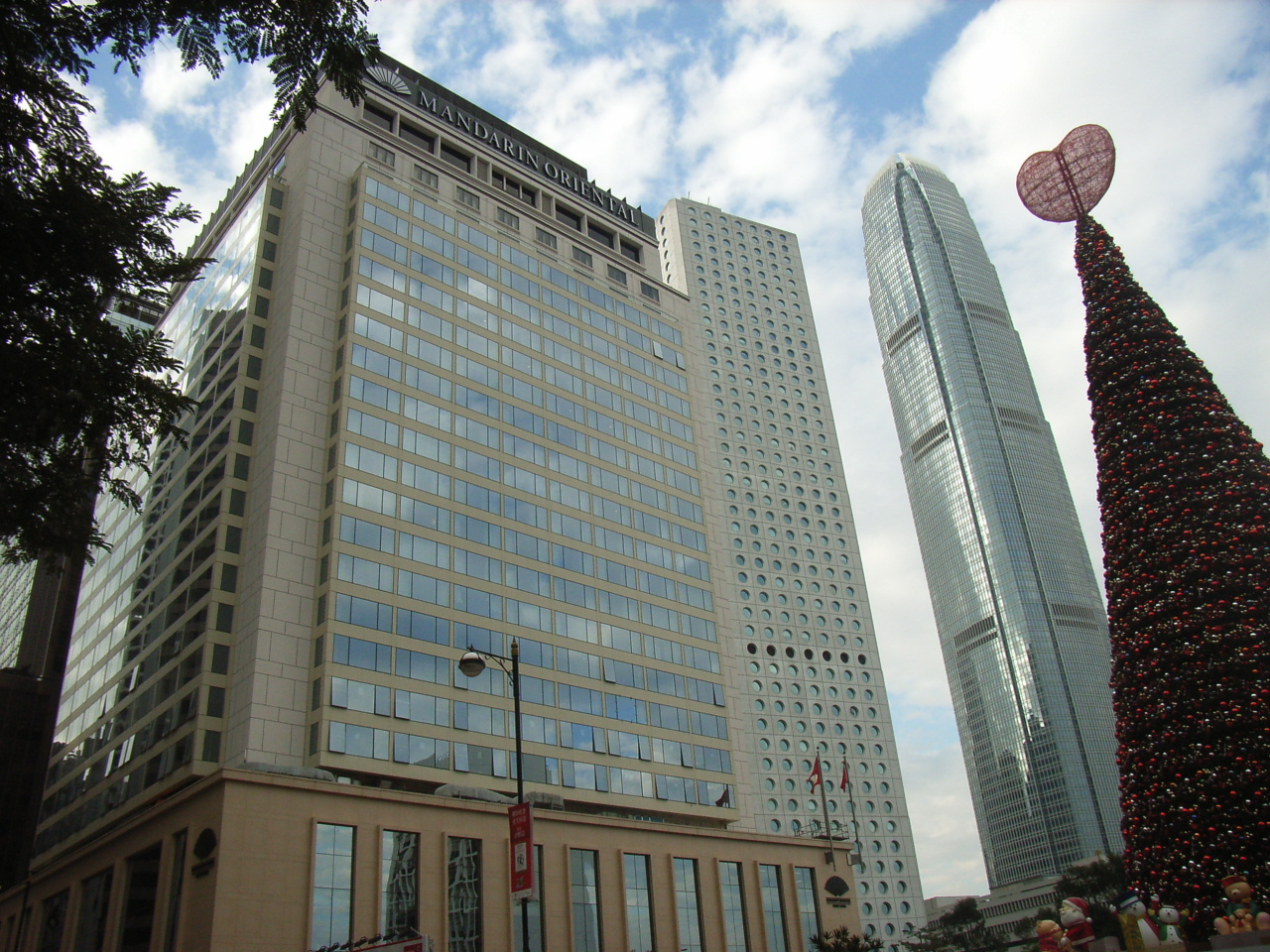
Le Mandarin Oriental, Jardine House et le International Finance Centre vus de Statue Square en décembre 2006.
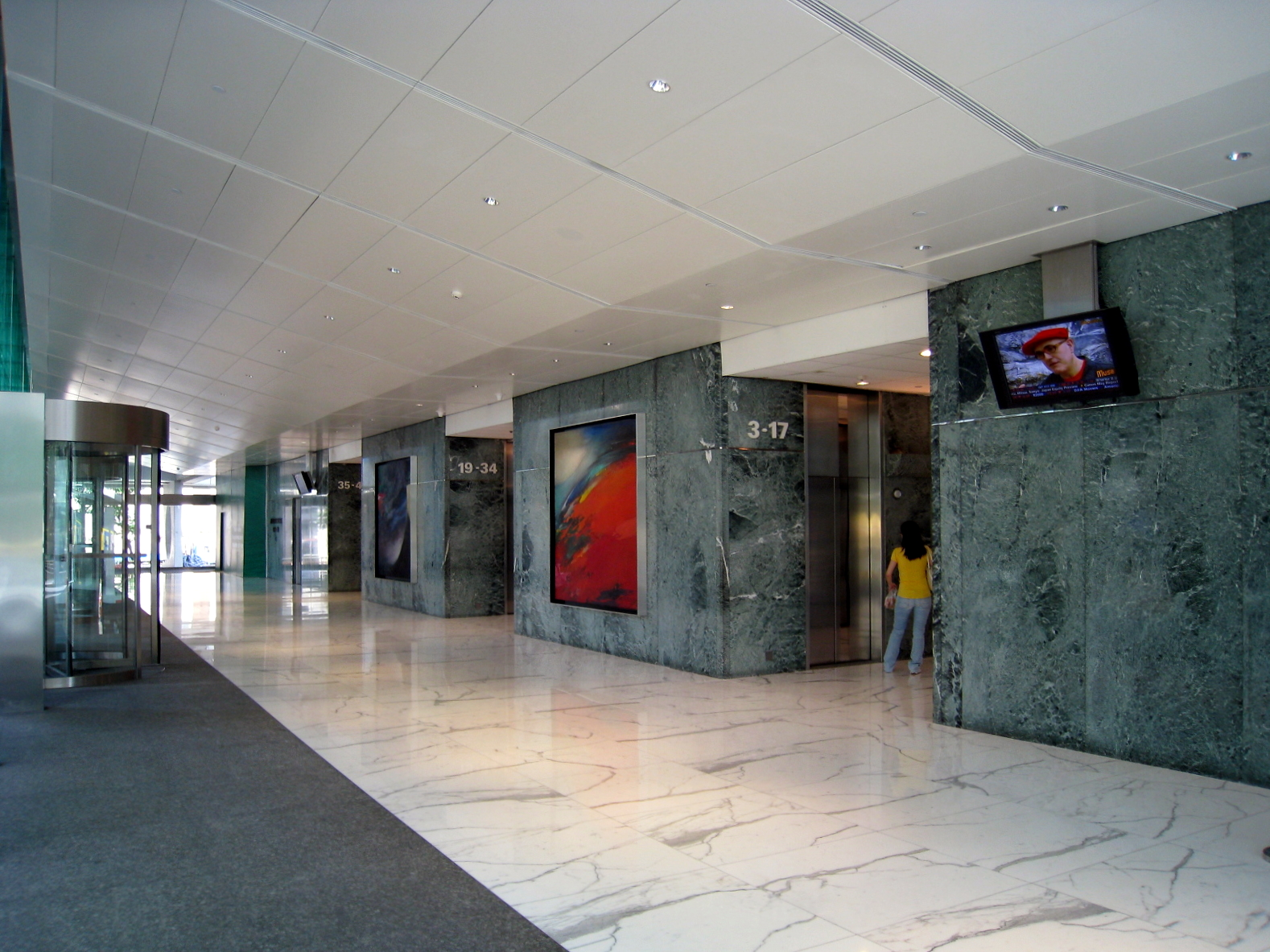
Rez-de-chaussée de Jardine House en juin 2008.